# Brancaccio (famiglia)

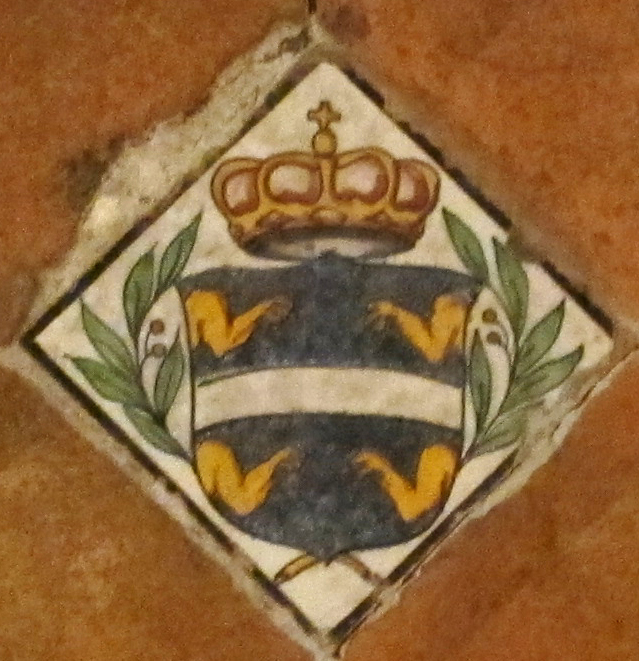
Arme dei Brancaccio romani, dal palazzo di via Merulana.

Il Casato Brancaccio è una delle più importanti, ricche e numerose famiglie di antica nobiltà napoletana, in origine ascritta ai seggi di Nido e Capuana.
Famiglia numerosa, le cui memorie familiari rimontano all'Alto Medioevo, con santa Candida, prima cristiana di Napoli, e san Bacolo, vescovo e patrono di Sorrento; in realtà il primo ricordo storico di un tribuno Gregorius Brancatius è presente in un documento del 961. Da Marinus Brancatius, ricordato nel Catalogo dei Baroni, discesero successivamente i due rami principali della famiglia: i Brancaccio Glivoli, o Dogliuoli (dal nome di una contrada di Napoli), o Delle branche asciutte (perché nello stemma posero soltanto quattro branche di leone in campo azzurro) e i Brancaccio Imbriani o Imbriachi. Nonostante il possesso di grandi patrimoni e feudi, il nome della famiglia resta legato agli onori e al potere ottenuti da alcuni dei suoi membri, come il cardinale Rinaldo Brancaccio, morto a Roma nel 1472, Giulio Cesare Brancaccio (1515-1586), il cardinale Francesco Maria Brancaccio (1592-1675) ed altri. Un ramo della famiglia passò in Francia nel XIV secolo e diede nascita ai "de Brancas", che divenne un'importante famiglia della nobiltà francese, fregiatasi del titolo ducale. Un ramo della casata si trasferì nel Seicento in Sicilia.
Un altro ramo, il ramo detto dei Brancaccio Imbriani, invece, rimase a Napoli dove, tuttora, possiede grandi e importanti proprietà, numerose opere d'arte di importanti autori e diversi terreni e altre piccole proprietà. Parte di questa famiglia si è poi unita con la famiglia nobile dei Gagliardi e dei Pignatelli. Questo ramo della famiglia si differenzia inoltre per i praenomen che si tramandano di generazione in generazione. Questi praenomen sono i nomi dei tre re magi (Gaspare, Melchiorre e Baldassarre). Salvatore Brancaccio, esponente dei Brancaccio Imbriani, si unì con la casata Pignatelli dando inizio ad una nuova dinastia.
La famiglia ebbe e ha esponenti importanti che ne portano avanti il nome nonché numerosi palazzi e luoghi d'interesse dedicati o appartenenti ad essa quali: il Palazzo Brancaccio a Roma, il Palazzo Brancaccio a Napoli, il Palazzo Brancaccio a via San Pantaleone a Napoli, il Palazzo Montesilvano nell'omonima strada a Napoli, il Palazzo Ruffano in via Luigi Settembrini a Napoli, la Cappella Brancaccio, la Cappella degli affreschi a San Domenico Maggiore a Napoli, le Rampe Brancaccio a Napoli, il Teatro Brancaccio a Roma.

## I Brancaccio "romani"

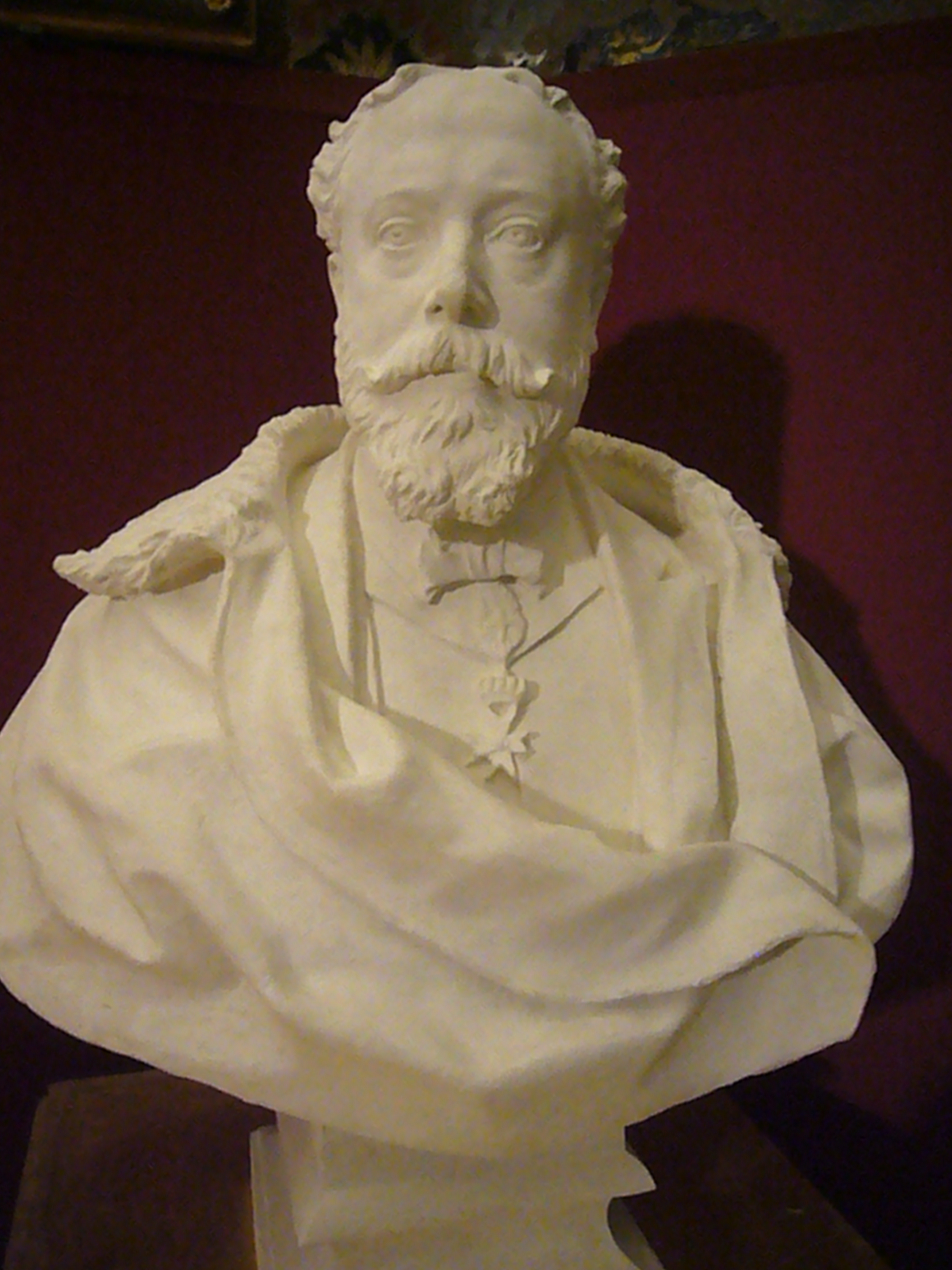
Il principe Salvatore Brancaccio

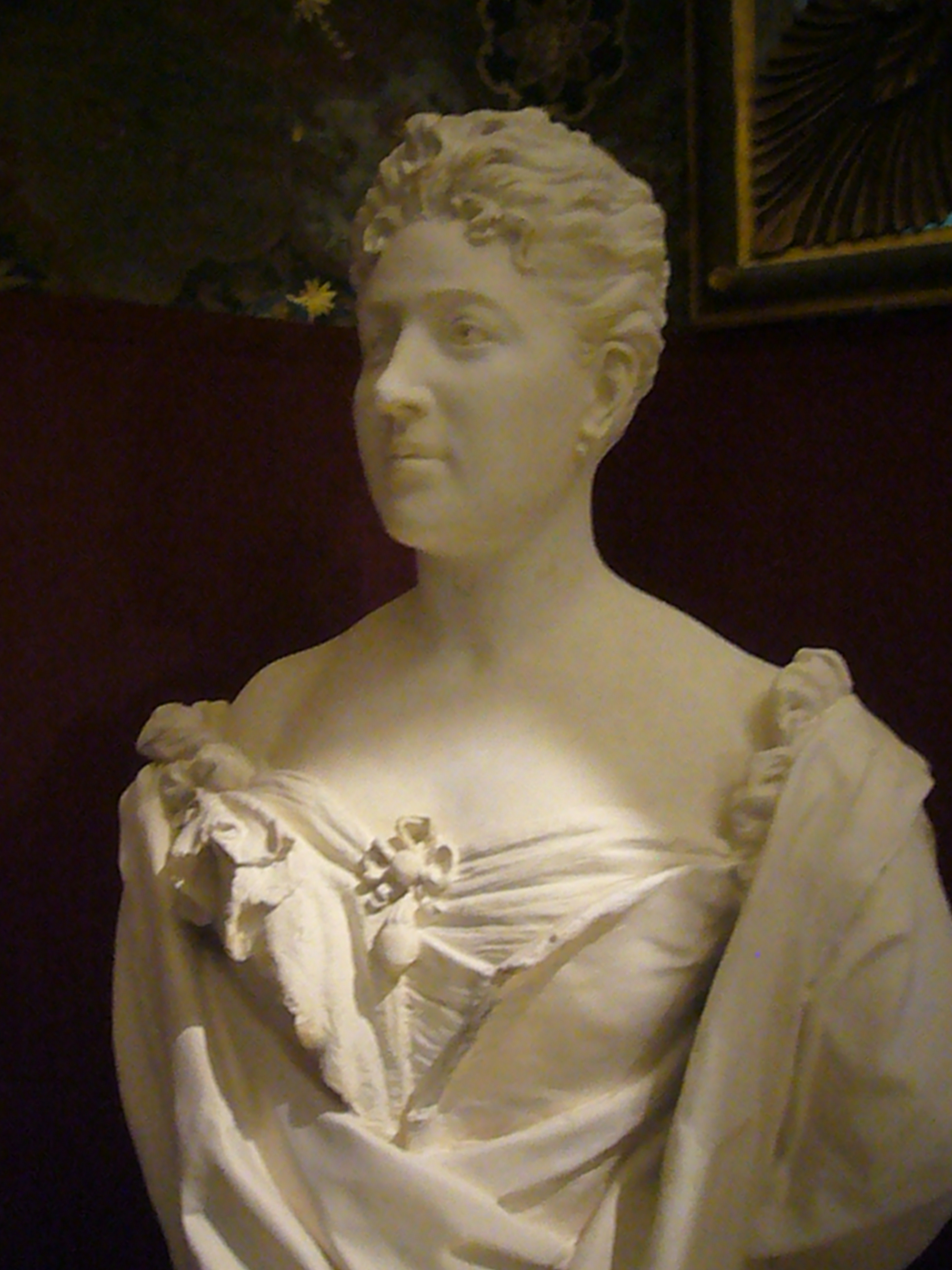
La principessa Elisabeth

A Roma si trasferirono alla fine dell'Ottocento, in cerca di fortuna alla nuova corte italiana che aveva soppiantato i Borbone, i Brancaccio detti "del Cardinale", che qui si estinsero, nello spazio di due generazioni.

### Salvatore Brancaccio
Don Salvatore Brancaccio nasce a Napoli il 10 luglio 1842, terzo dei tredici figli del principe Carlo (1812-1868) e di Donna Felice Filomarino (1817-1907). In quanto primo figlio maschio, eredita nel tempo i titoli di: 8º Principe di Triggiano, duca di Lustra, Marchese di Montescaglioso (per successione dalla madre Filomarino) e Patrizio Napoletano.
Il 3 marzo 1870 sposa a Parigi l'americana Mary Elizabeth Hickson Field (14 aprile 1846 – 11 aprile 1907), Dama di Palazzo della Regina Margherita di Savoia e protagonista di qualche decennio di ascesa mondana della famiglia nella scia della nuova corte dei Savoia a Roma. Come dote per il matrimonio Elizabeth porta un milione di dollari, corrispondenti a circa ventidue milioni di dollari di oggi. E perché la famiglia possa prendere degnamente il proprio posto nella nuova corte reale d'Italia, fa costruire sull'Esquilino l'ultimo palazzo nobiliare romano - Palazzo Brancaccio, affrescato da Francesco Gai, che fu anche il ritrattista ufficiale della famiglia.
Nel 1889, la principessa Brancaccio acquista il Castello di San Gregorio da Sassola da Giulio de Majo, duca di San Pietro (figlio di Luigi Nicola de Majo). Pur essendo ormai decaduta ogni forma di privilegio feudale, la principessa americana inscena, nel piccolo paese, una sorta di nuova corte in villa: tra il 1892 e il 1899 Francesco Gai esegue diversi lavori di ammodernamento del Castello, con l'abbattimento della vecchia torretta tonda sopra il palazzo per sostituirla con una a pianta quadra, e l'innalzamento di una grande torre tonda a ponente per ostruire la vista delle vecchie case del paese, in previsione della visita dei Reali al Castello. Il 3 giugno 1899, infatti, la Regina Margherita di Savoia si reca in visita a San Gregorio da Sassola, dove viene ospitata nelle stanze del castello rimodernato.
Forti del loro predominio nel piccolissimo paese (i cui abitanti sono peraltro quasi raddoppiati, dall'Unità d'Italia), nel 1900 i Brancaccio sostituiscono i nomi delle vie e delle piazze del paese. Piazza dell'Olmo, la principale, diventa Piazza Brancaccio, Piazza Padella viene intitolata a Santa Candida Brancaccio, l'antica Via Maestra viene invece intitolata a Vittorio Emanuele II, e la via d'ingresso al paese alla Regina Margherita di Savoia. Vanno però ricordati anche i vantaggi che questo paternalismo molto americano portò al paese: ammodernamenti, selciatura di strade, un inizio di acquedotto, l'apertura di una Cassa rurale cattolica nel 1910. Nel 1920 poi, all'indomani della fine della prima guerra mondiale, i Brancaccio donarono alla comunità - e in particolare ai capifamiglia reduci di guerra - centinaia di ettari di terreni incolti che, messi a coltura, permisero la costruzione di una fiorente comunità agricola.
Salvatore Brancaccio muore a Roma il 14 gennaio 1924.

### Marcantonio Brancaccio
Il figlio Marcantonio, nato a Roma il 3 marzo 1879, diventa il nuovo principe Brancaccio, di Ruffano e di Triggiano. Nel 1890, frequenta il Collegio Mondragone, e nel 1904 diventa anche principe di Roviano, per la rinuncia al titolo da parte dei Massimo. Alla fine degli anni '50 il principe Marcantonio e suo cugino il Marchese Giuseppe Talamo Atenolfi, ultimi discendenti della nobile famiglia dei Brancaccio, donarono alla Provincia Napoletana dei Frati Minori Conventuali la chiesa di Sant'Angelo a Nilo e tutto quanto vi era in essa custodito, la chiesa fu fondata nel 1385 dal Cardinale Rinaldo Brancaccio come cappella di famiglia dell'adiacente palazzo nobiliare.
Il 1º aprile 1959, a ottant'anni, il principe don Marcantonio sposa la cinquantaduenne Fernanda Ceccarelli (nata a Roma il 7 luglio 1907 e ivi deceduta il 22 ottobre 2014). Due anni dopo muore a Roma, il 5 novembre 1961, senza discendenti. Viene sepolto a Napoli, nella chiesa di Sant'Angelo a Nilo. Nel 1981 la principessa Fernanda Ceccarelli Brancaccio (vedova del principe) dona ai Frati minori conventuali di Napoli anche l'archivio di famiglia, costituito da un fondo cartaceo (con documenti di carattere finanziario e burocratico) e da un fondo pergamenaceo (che contiene atti notarili, bolle, privilegi e diplomi dal 1420 al 1809). Nel 2001 Padre Bernardino Fiore o.f.m. conv. dispose lo spostamento presso la Biblioteca di San Lorenzo Maggiore della Quadreria conservata nella sacrestia della chiesa di Sant'Angelo a Nilo e costituita da 12 dipinti, di differenti dimensioni e di diversi autori, databili tra il XVII ed il XVIII secolo, in seguito, presso la stessa Biblioteca, è stato trasferito anche l'Archivio Brancaccio.
Nel 1991 il castello di San Gregorio da Sassola venne acquistato dal Comune per due miliardi e duecentocinquanta milioni di lire (oltre 1,1 milioni di euro).

## Dai Brancaccio ai Massimo
La famiglia romana dei Massimo è imparentata con i Brancaccio per il matrimonio di Maria Eleonora Brancaccio, sorella del principe Ferdinando, con Francesco Massimo principe di Arsoli.  L'attuale principe di Arsoli, don Fabrizio (nato nel 1963), ha assunto, con decreto presidenziale del 1968, anche il nome Brancaccio e i titoli di principe di Triggiano e di Roviano (quest'ultimo già della famiglia Massimo fino al 1902).

## I Brancaccio a Napoli
La famiglia Brancaccio, che rimase a Napoli, diede vita a numerosi rami (alcuni al giorno d'oggi estinti) diversificati da predicati cognominali. Tra questi il ramo dei Brancaccio dei Brielis, Brancaccio della Fontanella, Brancaccio dello Gliuolo,  e, i più importanti e potenti, Brancaccio del Cardinale e Brancaccio Imbriani. Le origini di questa famiglia sono ben definite. Le prime tracce risalgono a quando, in alcuni atti, si incontra Gregorius Brancatius, che fu comandante di una delle navi della flotta di Sorrento che nel IX secolo sconfisse l’esercito saraceno presso l’isola di Ischia. Bano, detto Sarro, fu console della Repubblica Napoletana a partire dal 1100. I Brancaccio entrarono a far parte del Patriziato napoletano dei Seggi di Nido e Capuano e, dopo l’abolizione dei Sedili (1800), furono iscritti nell’Albo d’Oro napoletano. I suoi rappresentanti ricoprirono le più alte cariche in campo civile, militare ed ecclesiastico. I Brancaccio hanno inoltre posseduto molti feudi e furono decorati di prestigiosi titoli nobiliari.

### Titoli
- Baroni di: Cesa, Corropoli, Giungano, Laurino, Loriano, Miano, San Mauro, San Nicola della Strada, San Pietro, Serpico, Spinazzo, Spineto, Sogliano, Sorbo, Strambone, Trentinara, Trentola.
- Marchesi di: Montescaglioso, Montesilvano, Rivello, San Raffaele, San Sebastiano.
- Conti di: Noia, Castiglione, Crecchio.
- Duchi di: Castelnuovo, Lustra, Pontelandolfo, Villars (appartenuto ai Brancas, ramo francese dei Brancaccio).
- Principi di: Roviano, Ruffano, Triggiano, Carpino (linea siciliana).

### Maggiori esponenti e capostipiti
Rinaldo Brancaccio (Napoli, XIV secolo –Roma, 27 marzo 1427) - figlio secondogenito di Paolo, Patrizio Napoletano, Capitano degli Angioini nel 1346- fu nominato Cardinale nel 1384 con il titolo di S. Modesto; nel 1384 riedificò l'intera cappella della Chiesa dell’Augustissima Compagnia della Disciplina della Santa Croce; grazie a lui fu costruita anche la chiesa di Sant'Angelo a Nilo dove tutt'oggi si trovano le sue spoglie all'interno di un sepolcro realizzato da Donatello e Michelozzo.
Serella e Vannella Brancaccio ricoprirono il ruolo di dame all'interno della fastosa corte del Re Roberto d’Angiò, che Boccaccio, innamorato di Maria d’Aquino, figlia del Re, fece partecipare alla caccia allegorica, insieme, tra le altre, a Zizzola Barrile, Principessella, Lariella e Marella Caracciolo, Letizia Mormile, Caterina, Berita e Costanza Galeota, Sobilia Capece, Zizzola d’Alagna, Beritola e Biancola Carafa, Vannella Bulcano, Tuccella Sersale, Alessandra e Covella d’Anna, Giovannola Coppola, Peronella e Covella d’Arco, Marella Piscicelli, tutte citate con i loro nomi nel poemetto in terzine dantesche.
Nel 1495 Paolo Brancaccio fu tra gli Ambasciatori dei Sedili di Napoli; fu poi affiancato da Giulio Cesare Caracciolo, Filippo Capece, Carlo Dentice, Scipione Loffredo, Girolamo Carafa, Tomaso Pignatelli, Angelo d’Anna, Marcello Ruffo, Nicolò di Sangro, Angelo d’Alessandro, Scipione Moccia, Cesare Agnese ed altri. I Sedili inviarono ad Aversa gli appena nominati Ambasciatori al Re Carlo VIII per dichiarare la disponibilità dei napoletani ad accoglierlo come Re di Napoli, come sarebbe avvenuto al suo ingresso a Napoli il 21 febbraio dello stesso anno.
Giovanna Brancaccio, figlia di Giovanni, patrizio napoletano e barone di Grumo, dal quale discesero i principi di Ruffano, e di Prospera Vulcano, sposò Giacomo Bacio Terracina, Gran Giustiziere di Napoli nel 1577.
Nel 1638 Ferrante Brancaccio di Rinaldo, principe di Ruffano, fu uno dei fondatori, insieme ad altri cavalieri Napoletani, tra cui Tommaso Filangieri, Scipione Filomarino, Carlo Dentice delle Stelle, Placido Dentice del Pesce e altri, del MONTE GRANDE DE’ MARITAGGI di Napoli, istituzione benefica con lo scopo di assicurare una cospicua dote alle fanciulle aristocratiche che si sposavano.
Tiberio Brancaccio, patrizio napoletano e 3º barone di Corropoli, sposò nel 1689 Teresa Ceva Grimaldi (1669-1732), figlia di Giuseppe Francesco (1631-1707), 3º Marchese di Pietracatella.
Vespasiano e Gennaro Brancaccio risultano tra i primi ad essere iscritti all’Albo degli Avvocati del 1780, istituito per la prima volta proprio in quegli anni, elaborato dal legislatore del Regno di Napoli.
Nicola Maria III Brancaccio (1805-1863), 9º principe di Ruffano, marchese di Rivello e di San Raffaele, barone di Sorbo e di Serpico, fu Maggiordomo maggiore e Generale aiutante di campo di Francesco II di Borbone, re delle Due Sicilie.